# جنگل سوزنی‌برگ معتدله

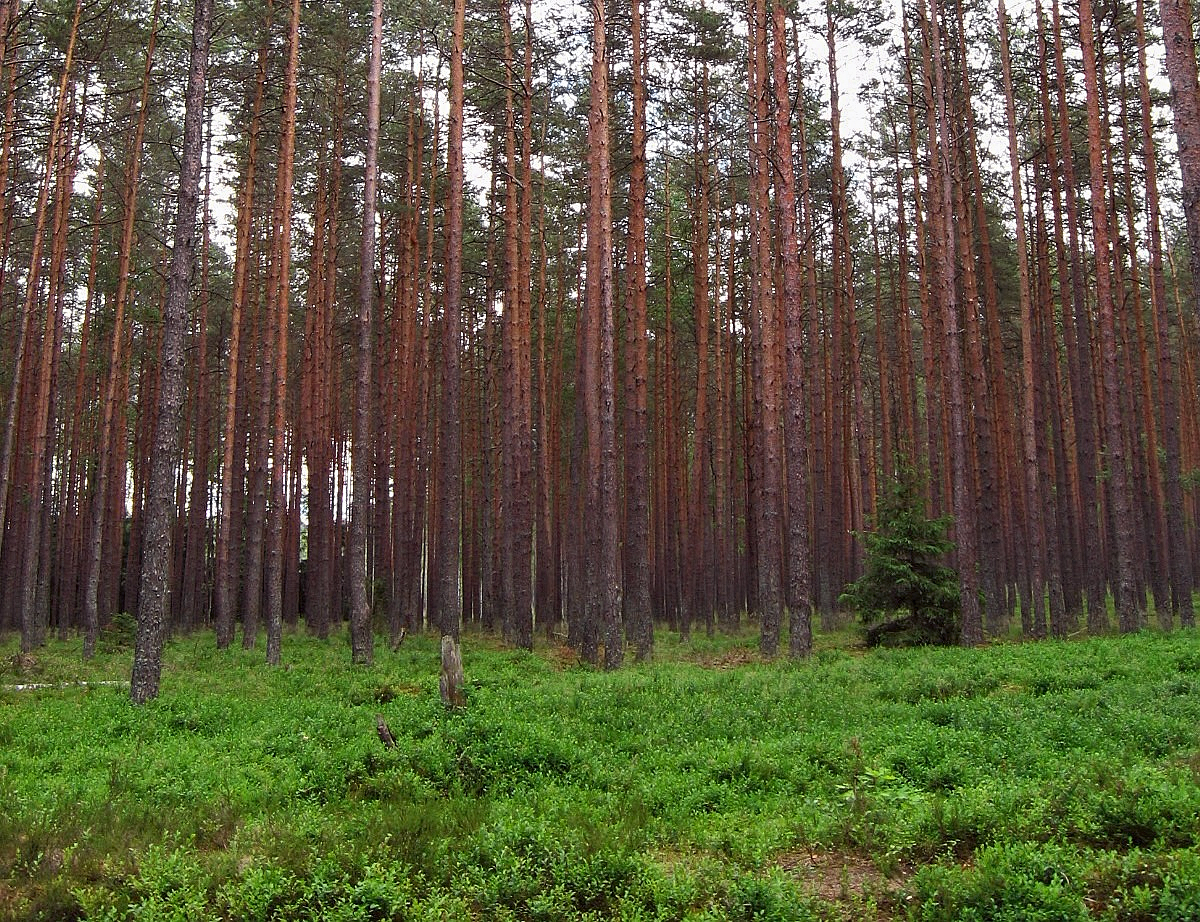
یک جنگل کاج نمونه‌ای از جنگل‌های مخروطی معتدله

جنگل‌های سوزنی‌برگ معتدله یا جنگل‌های مخروطی معتدله (به انگلیسی: Temperate coniferous forest) یک زیست‌بوم خاکی موجود در مناطق معتدل جهان است که با تابستان‌های گرم، زمستان‌های سرد و بارندگی کافی خود جنگل را حفظ می‌کند. در بیشتر جنگل‌های سوزنی‌برگ معتدله، مخروطیان همیشه‌سبز غالب‌اند درحالی‌که در برخی از این جنگل‌ها، سوزنی‌برگان همراه‌با پهن‌برگ‌های همیشه‌سبز یا پهن‌برگ‌های برگ‌ریز به‌صورت مخلوط هستند.

گستره جنگل‌های سوزنی‌برگ معتدله

## بوم‌ناحیه‌ها

### اوراسیا
| بوم‌ناحیه‌های جنگل‌های سوزنی‌برگ معتدله قلمرو دیرین‌شمالگان  | بوم‌ناحیه‌های جنگل‌های سوزنی‌برگ معتدله قلمرو دیرین‌شمالگان |
| ------------------------------------------------------- | ------------------------------------------------------ |
| Alps conifer and mixed forests                          | اتریش، فرانسه، آلمان، ایتالیا، اسلوونی، سوئیس          |
| Altai montane forest and forest steppe                  | چین، قزاقستان، مغولستان، روسیه                         |
| Caledon conifer forests                                 | بریتانیا                                               |
| Carpathian montane conifer forests                      | جمهوری چک، لهستان، رومانی، اسلواکی، اوکراین            |
| Da Hinggan–Dzhagdy Mountains conifer forests            | چین، روسیه                                             |
| جنگل‌های مخروطی کوهستانی شرق افغانستان                   | افغانستان، پاکستان                                     |
| استپ جنگلی رشته‌کوه البرز                                | ایران                                                  |
| Helanshan montane conifer forests                       | چین                                                    |
| کوه‌های هندوآن جنگل‌های مخروطی زیرالپین                   | چین                                                    |
| Hokkaido montane conifer forests                        | ژاپن                                                   |
| جنگل‌های کوهستانی هونشو                                  | ژاپن                                                   |
| Khangai Mountains conifer forests                       | مغولستان                                               |
| Mediterranean conifer and mixed forests                 | الجزایر، مراکش، اسپانیا، تونس                          |
| Northeastern Himalayan subalpine conifer forests        | چین، هند، بوتان (کشور)                                 |
| جنگل‌های کوهستانی آناتولی شمالی                          | ترکیه                                                  |
| Nujiang Langcang Gorge alpine conifer and mixed forests | چین                                                    |
| Qilian Mountains conifer forests                        | چین                                                    |
| Qionglai–Minshan conifer forests                        | چین                                                    |
| Sayan montane conifer forests                           | مغولستان، روسیه                                        |
| جنگل‌های سوزنی‌برگ ساحلی اسکاندیناوی                      | نروژ                                                   |
| Tian Shan montane conifer forests                       | چین، قزاقستان، قرقیزستان                               |

| بوم‌ناحیه‌های جنگل‌های سوزنی‌برگ معتدله قلمرو هندومالایی | بوم‌ناحیه‌های جنگل‌های سوزنی‌برگ معتدله قلمرو هندومالایی |
| ---------------------------------------------------- | ---------------------------------------------------- |
| جنگل‌های سوزنی‌برگ کوهستانی هیمالیای شرقی              | بوتان، هند، نپال                                     |
| جنگل‌های سوزنی‌برگ کوهستانی هیمالیای غربی              | هند، نپال، پاکستان                                   |

### آمریکای شمالی
| بوم‌ناحیه‌های جنگل‌های سوزنی‌برگ معتدله قلمرو نوشمالگان | بوم‌ناحیه‌های جنگل‌های سوزنی‌برگ معتدله قلمرو نوشمالگان |
| --------------------------------------------------- | --------------------------------------------------- |
| Alberta Mountain forests                            | کانادا                                              |
| Alberta-British Columbia foothills forests          | کانادا                                              |
| Arizona Mountains forests                           | ایالات متحده آمریکا                                 |
| Atlantic coastal pine barrens                       | ایالات متحده آمریکا                                 |
| Blue Mountains forests                              | ایالات متحده آمریکا                                 |
| British Columbia mainland coastal forests           | کانادا، ایالات متحده آمریکا                         |
| Cascade Mountains leeward forests                   | کانادا، ایالات متحده آمریکا                         |
| Central and Southern Cascades forests               | ایالات متحده آمریکا                                 |
| Central British Columbia Mountain forests           | کانادا                                              |
| Central Pacific coastal forests                     | کانادا، ایالات متحده آمریکا                         |
| Colorado Rockies forests                            | ایالات متحده آمریکا                                 |
| Eastern Cascades forests                            | کانادا، ایالات متحده آمریکا                         |
| Fraser Plateau and Basin complex                    | کانادا                                              |
| Florida scrub                                       | ایالات متحده آمریکا                                 |
| Great Basin montane forests                         | ایالات متحده آمریکا                                 |
| Haida Gwaii                                         | کانادا                                              |
| Klamath-Siskiyou forests                            | ایالات متحده آمریکا                                 |
| Middle Atlantic coastal forests                     | ایالات متحده آمریکا                                 |
| North Central Rockies forests                       | کانادا، ایالات متحده آمریکا                         |
| Northern California coastal forests                 | ایالات متحده آمریکا                                 |
| Northern Pacific coastal forests                    | کانادا، ایالات متحده آمریکا                         |
| Northern transitional alpine forests                | کانادا                                              |
| Okanagan dry forests                                | کانادا، ایالات متحده آمریکا                         |
| Piney Woods forests                                 | ایالات متحده آمریکا                                 |
| Puget lowland forests                               | کانادا، ایالات متحده آمریکا                         |
| جنگل‌های سیرا ژوارز و سن پدرو مارتیر پاین–اوک        | مکزیک                                               |
| بوم‌شناسی سیرا نوادا                                 | ایالات متحده آمریکا                                 |
| South Central Rockies forests                       | ایالات متحده آمریکا                                 |
| Southeastern conifer forests                        | ایالات متحده آمریکا                                 |
| Wasatch and Uinta montane forests                   | ایالات متحده آمریکا                                 |